# ديني لامبرت
دينّي لامبرت هو لاعب هوكي جليد كندي، ولد في 9 يناير 1970 في واوا ‏ في كندا.

## وصلات خارجية
- ديني لامبرت على موقع دوري الهوكي الوطني (الإنجليزية)
- ديني لامبرت على موقع EliteProspects.com (الإنجليزية)
- ديني لامبرت على موقع HockeyDB.com (الإنجليزية)
- ديني لامبرت على موقع Hockey-Reference.com (الإنجليزية)